# Зернотертка
Зернотертка і курант — найдавніші пристосування для помелу зерна. Застосовується ще з пізнього палеоліту, як в Старому Світі, так і в Новому (культура Сандія). З часів неоліту стає масовим предметом.
Використовуються камені міцних порід: граніт, базальт, пісковик тощо. Нижній камінь або плита зернотертки може бути будь-якої форми. Для його ж профілю характерна увігнута або коритоподібна форма, що з'являється в процесі експлуатації. Хоча, наприклад, в Центральній Америці художньо оформлені зернотертки (ісп. metate) часто спочатку мають увігнутий профіль. Увігнута форма з'являється при роботі довгим курантом, а коритоподібна — невеликим. Невеликі переміщувані зернотертки зазвичай мають еліпсоподібну форму і відповідний профіль, за що їх і називають «човноподібними».

## Інше
- Курант чи розтиральник — верхній камінь зернотертки, міг мати будь-яку зручну форму, але часто бував довгастим, з поглибленням в середній частині і виступами на кінцях. Така форма також з'являється після тривалої роботи.
- Тертка — відрізняється тим, що нижній камінь її майже не оброблявся, залишаючись плоским (англ. milling slab). Тертки відомі в тих культурах, де здійснювалося розмелювання лише дикорослого насіння, горіхів, фруктів і тому подібного. У таких випадках могли використовувати і не дуже міцні і навіть досить пористі породи каменю[2].

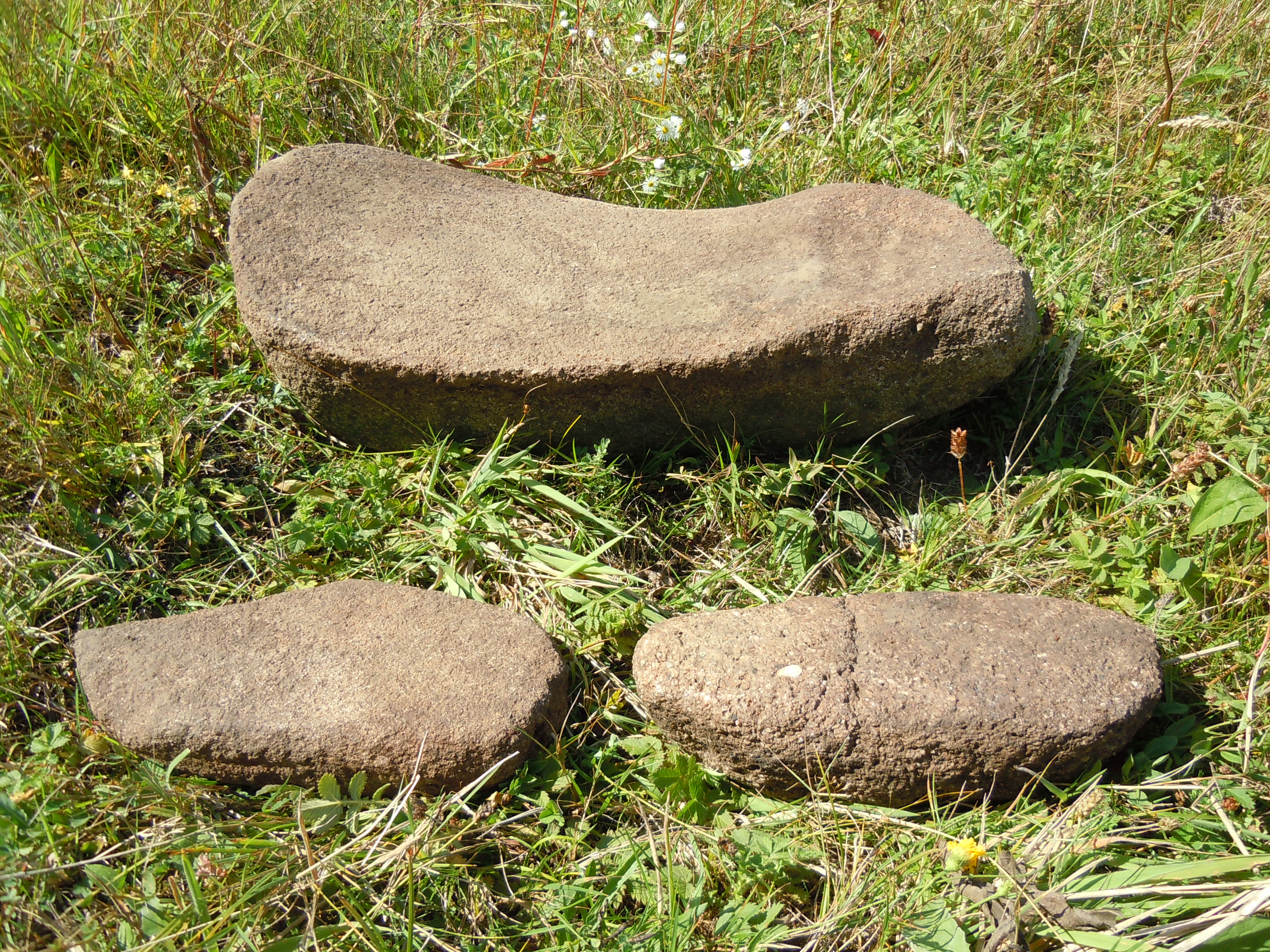
Зернотертки і куранти дольменної культури, поселення Клади, Адигея, Росія
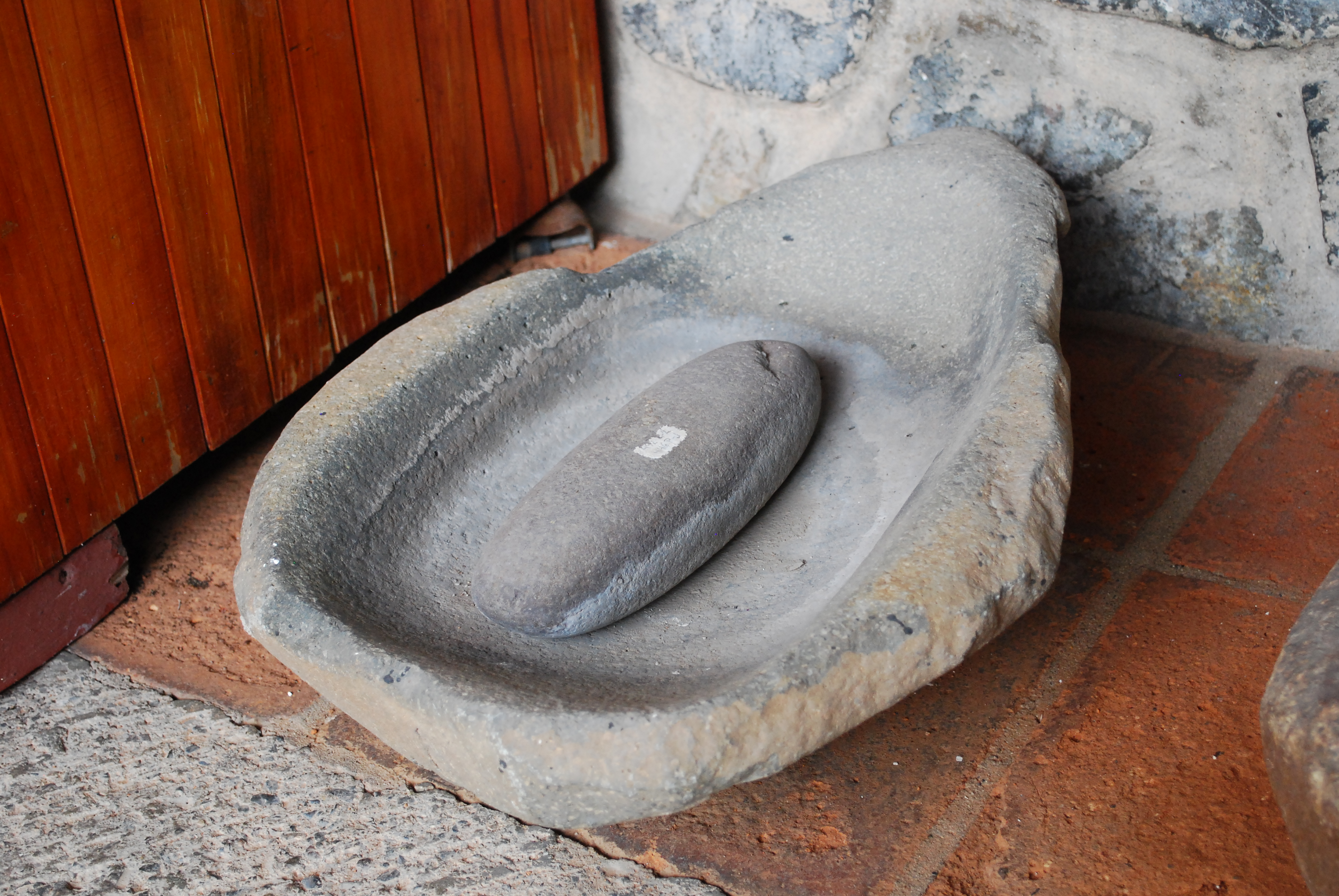
Метате з Мексики
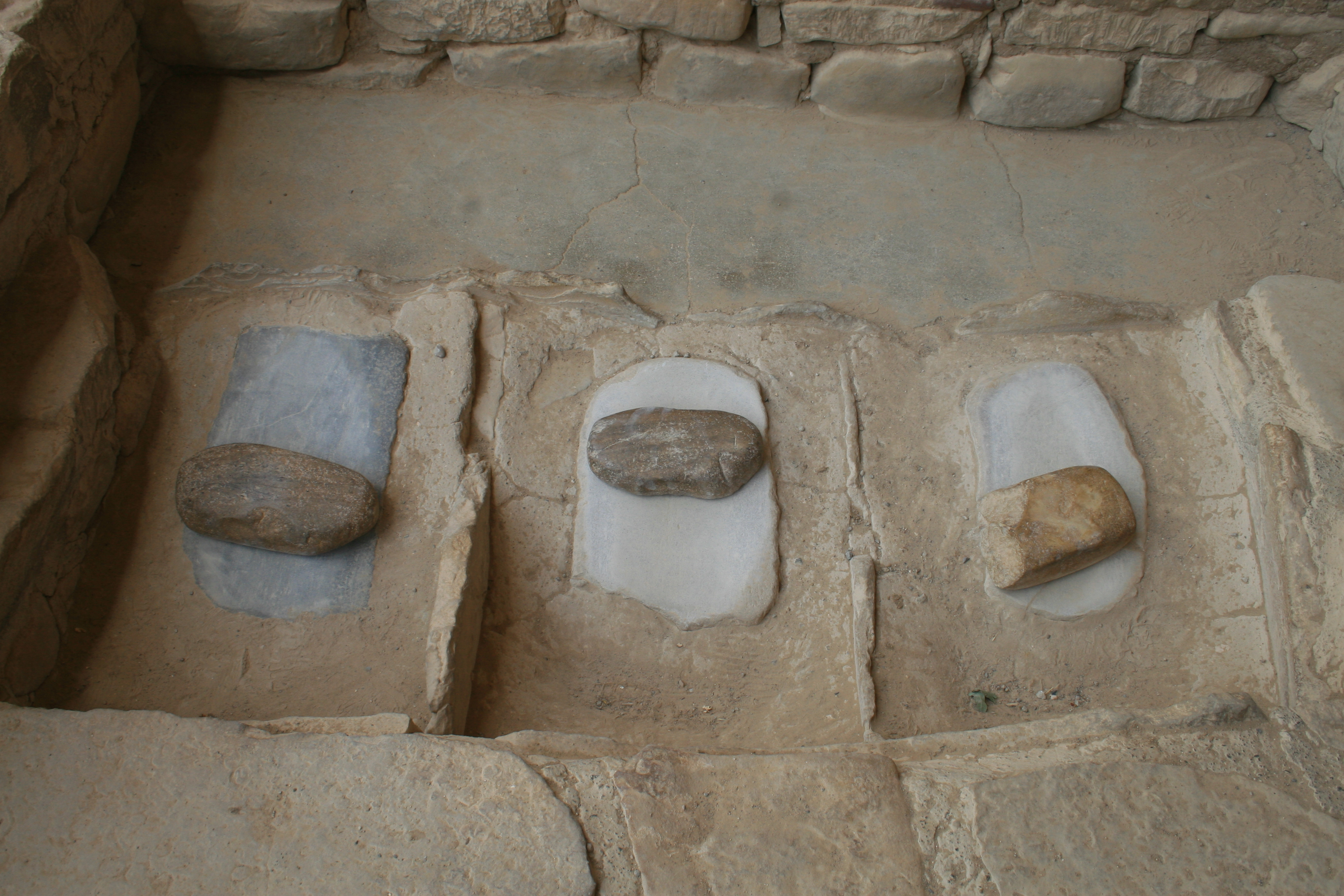
Меса-Верде, Колорадо, США